# Осоченко, Кузьма Фомич
Кузьма Фомич Осоченко (род. 1926 год) — литейщик Киевского мотоциклетного завода Министерства автомобильной промышленности СССР. Герой Социалистического Труда (1971).
С апреля 1944 года участвовал в Великой Отечественной войне в составе 64-й стрелковой дивизии.
В 1970 году досрочно выполнил личные социалистические обязательства и производственные задания Восьмой пятилетки (1966—1970). Указом Президиума Верховного Совета СССР от 5 апреля 1971 года «за выдающиеся успехи в выполнении заданий пятилетнего плана по развитию автомобильной промышленности» удостоен звания Героя Социалистического Труда с вручением ордена Ленина и золотой медали «Серп и Молот».
Награды
- Герой Социалистического Труда
- Орден Ленина
- Орден Славы 3 степени (18.04.1945)